# UFO Senshi Dai Apolon
UFO Warrior Dai Apolon (яп. UFO戦士ダイアポロン Юфо сэнси дайапорон) — японский аниме-сериал, выпущенный студией Eiken. Транслировался по телеканалу TBS с 6 апреля 1976 года по 24 февраля 1977 года. Всего выпущено 47 серий аниме. Сериал был дублирован на итальянском языке и транслировался на территории Италии и Мексики. Несмотря на то, что в название сериала присутствует «UFO» (рус. НЛО), врагами тут становятся не инопланетяне, а демоны.

## Сюжет
Сюжет разворачивается вокруг 16-летнего подростка по имени Такэси, который в детском доме образует новую команду американского футбола. Однажды во время игры на небе появляется странный свет, который пронзает грудь Такэси. Так парень узнаёт, что он на самом деле сын короля планеты Апполон, когда-то похищенный слугой Раби, желавшим избежать смерти от рук генерала Дадзаана. Такэси обладает способностями управлять внеземными технологиями, спрятанными под дном океана. Его друзья — Мики, Мацуо и Горо, тоже начинают пилотировать роботов. Самому Такэси достаточно выкрикивать «У! Ф! О!», чтобы преобразовываться в боевую форму и сражаться против демонических сил, грозящих уничтожить Землю.

## Роли озвучивали
- Акира Мураяма — Такэн
- Кэйсукэ Ямасита — Горо
- Сатико Тидзимацу — Мацуо
- Кадзуэ Комия — Мики
- Киёси Комияма — Хидэки
- Тосия Сугита — Президент Дазарн
- Сёдзо Иидзука — Гиранику
- Сэцуо Вакуй — Хидо
- Дзюндзи Тиба — Раби
- Миёко Сёдзи — Директор
- Осаму Итикава — Голос за кадром